# Wilton Ferreira
Wilton Ferreira (Rio de Janeiro, ? — Rio de Janeiro, 30 de março de 1972) foi um vigia de carros roubados da VAR-Palmares. Ele foi fuzilado durante operação militar do DOI-CODI no bairro de Cavalcanti, no Rio de Janeiro. Ele não tinha profissão e não era envolvido em causas e movimentos políticos, apenas fazia um bico de vigia para James Allen Luz, um militante da Vanguarda Armada Revolucionária-Palmares. Seu trabalho consistia em cuidar de uma oficina onde eram guardados os carros roubados pela organização. Lá, os motores recebiam números falsos e as placas eram trocadas.
Depois de assassinado, foi ainda considerado, equivocadamente, como a quarta vítima da Chacina de Quintino, ação policial que aconteceu em um local a dez minutos de onde foi morto, que acabou em três mortes de militantes da VAR-Palmares. Três meses após seu falecimento, em 27 de junho de 1972, Wilton foi enterrado como indigente, apesar de seu corpo ter sido identificado. Seus restos mortais foram encaminhados para uma vala clandestina no início de 1980.
As circunstâncias de sua morte foram objeto de investigação da Comissão Nacional da Verdade e seu nome faz parte do 'Dossiê dos Mortos e Desaparecidos Políticos a partir de 1964', publicado pela Companhia Editora de Pernambuco, em 1995.

## Biografia
Filho de Maria Ferreira Dias, Wilton Ferreira nasceu no Rio de Janeiro e lá morou até o dia de sua morte. Não tinha profissão e também não era filiado a nenhum movimento ou facção durante a Ditadura Militar Brasileira, e não tinha envolvimentos anteriores com militância política. Fazia um bico de vigia para James Allen Luz (também conhecido como Ciro, integrante da organização de extrema esquerda Vanguarda Armada Revolucionária-Palmares, grupo de guerrilha urbana responsável por diversos atentados contra o governo durante o Regime Militar). Ele cuidava de uma garagem onde funcionava uma oficina mecânica, localizada na Rua Silva Vale, nº 55, no bairro de Cavalcanti. Se tornou confidente de James e residia e tomava conta do local.  Lá, os carros roubados utilizados pela organização eram pintados, os motores recebiam números falsos e as placas eram trocadas.

## Morte
Durante operação realizada por agentes do Destacamento de Operações e Informações (DOI) do I Exército, com o apoio do Departamento de Ordem Política e Social (DOPS) do Rio de Janeiro e da Polícia Militar, Wilton Ferreira foi morto por disparos dos agentes enquanto cuidava da garagem de carros roubados. Além dele, foram encontrados no local outras duas pessoas: seu sobrinho, que foi preso durante a ação e um militante pertencente à Vanguarda Armada Revolucionária-Palmares, de codinome Baiano, que conseguiu fugir durante a confusão.
O corpo de Wilton chegou ao Instituto Médico-Legal - IML em 30 de março de 1972, como desconhecido, tendo sido firmado pelo Dr. Valdecir Tagliari com declarante de José Severino Teixeira. No jornal 'Correio da Manhã', publicado no dia 06 de abril de 1972, a matéria "Terroristas Morrem em Tiroteio: Quintino', há um trecho que informa: "A ação prosseguiu em diversos bairros de Guanabara, sendo localizada em Cavalcanti, à Rua Silva Vale, nº 55, uma oficina mecânica da VAR-Palmares, onde morreu, reagindo à prisão, outro terrorista, cuja identidade ainda está em exame". Entretanto, o documento do dia de sua morte realizado pelo Instituto Félix Pacheco confirma a identidade do corpo pertencente a Wilton Ferreira. Mesmo assim, ele foi enterrado como indigente no Cemitério Ricardo de Albuquerque em 27 de junho, três meses após sua morte. Em 6 de fevereiro de 1978, os seus restos mortais foram encaminhados para um ossário geral e no início dos anos 80 foram transferidos para uma vala clandestina, com cerca de 2 mil ossadas de outros indígenas.

### Investigação
Na época, os órgãos oficiais do Estado divulgaram que Wilton havia sido morto a tiros em combate com os órgãos de segurança. Quarenta e um ano depois, em investigação realizada pela Comissão Estadual da Verdade do Rio de Janeiro (CEV-Rio), a partir de documentos de diferentes fontes e depoimentos de vizinhos, foi concluído que ele morreu após ter sido metralhado pelos agentes de repressão. Em testemunho à CEV-Rio, Hélio da Silva, ex-militante da Vanguarda Armada Revolucionária-Palmares, relatou que Wilton foi executado imediatamente após abrir a porta da oficina e que ele não sabia que os carros escondidos lá eram roubados, pois não fazia parte do movimento:   
— (Ele) Não tinha profissão, fazia bico. Ele não era do movimento, não era de facção nenhuma, era só um cara em que o Ciro (codinome de James) confiou e levou para o aparelho de Cavalcante. Na garagem que o Ciro mandou fazer para botar os carros roubados. A função dele era só ser confidente e beber, não tinha compromisso político nem nada — disse Hélio à CEV-Rio. 
Wilton Ferreira ainda foi, por muito tempo, relacionado como a quarta vítima da Chacina de Quintino, ação policial que terminou em três mortes de militantes inseridos na Vanguarda Armada Revolucionária-Palmares, conforme divulgado em fontes atuais de pesquisa, como a publicação 'Direito à Memória e à Verdade', da Comissão Especial de Mortos e Desaparecidos Políticos. Porém, em investigação apurada também pela CEV-Rio, foi comprovado que ele foi assassinado em uma operação pouco tempo antes e pela mesma equipe da Cachina, que foi realizada a dez minutos de distância da oficina, na Av. Dom Helder Câmara, n° 8985, casa 72. Seu corpo quando estava sendo levado ao Instituto Médico Legal - IML, foi colocado junto aos corpos dos outros guerrilheiros, gerando a confusão. No dia seguinte, o DOPS coletou as impressões digitais dos quatro cadáveres, sendo dois homens e duas mulheres, o que provocou o entendimento de que Wilton estava também na casa em Quintino. Hélio da Silva, que ajudou nas investigações, disse ter sido torturado para entregar o local onde estava o aparelho em Quintino. Achando que a oficina estava vazia, ele indicou tal endereço para se livrar da opressão que sofria pelos agentes do DOI-CODI: 
“Eu não sabia que o Wilton estava morando lá. Quando a polícia chegou, com o barulho, Wilton veio abrir e recebeu logo uma disparada de tiros, caindo morto”.
James Allen da Luz, um dos comandantes da Vanguarda Armada Revolucionária-Palmares, quem contratou Wilton Ferreira, foi o único a conseguir escapar da Chacina de Quintino, deixando a casa pelos fundos em direção à linha de trem que cortava o bairro.
A Comissão Nacional da Verdade, diante das investigações, concluiu que a morte de Wilton Ferreira foi mais uma em decorrência das violações de direitos humanos promovidas pela Ditadura Militar Brasileira e exercidas por agentes de segurança do Estado, que já aconteciam no Brasil desde 1964.
Foi recomendado a retificação da certidão de óbito de Wilton Ferreira, assim como a continuação da apuração referente às circunstâncias do caso, para a localização dos restos mortais do falecido, além da identificação e responsabilização dos agendes envolvidos no assassinato.

## Homenagens
O nome de Wilton Ferreira foi incluído no 'Dossiê dos Mortos e Desaparecidos Políticos a partir de 1964', organizado pela Comissão de Familiares de Mortos e Desaparecidos Políticos, pelo Instituto de Estudo da Violência do Estado e pelo grupo Tortura Nunca Mais do Rio de Janeiro e do Pernambuco. A publicação foi realizada pela Companhia Editora de Pernambuco, em 1995.